# Chesterfield (Indiana)
Chesterfield es un pueblo ubicado en condado de Madison en el estado estadounidense de Indiana. En el Censo de 2010 tenía una población de 2547 habitantes.

## Geografía
Chesterfield se encuentra ubicado en las coordenadas 40°6′44″N 85°35′47″O / 40.11222, -85.59639. Según la Oficina del Censo de los Estados Unidos, Chesterfield tiene una superficie total de 3.0  km², todo el territorio correspondiente a tierra firme.

## Demografía
Según el censo de 2010, había personas residiendo en Chesterfield. La densidad de población era de  hab./km². De los 2547 habitantes, Chesterfield estaba compuesto por 2480 blancos, 10 eran afroamericanos, 4 eran amerindios, 18 eran asiáticos, 2 eran de otras razas y el 33 pertenecían a dos o más razas. Del total de la población 27 eran hispanos o latinos de cualquier raza.